# 吉野鉄道モハ201形電車
吉野鉄道モハ201形電車（よしのてつどうモハ201がたでんしゃ）は、吉野鉄道（現在の近鉄吉野線の前身）が保有した電車の1形式である。
本項では同系車である制御車のサハ301形についても併記する。

## 概要
現在の近鉄吉野線は、吉野軽便鉄道（1913年〈大正2年〉に吉野鉄道に社名変更）により1912年（大正元年）10月25日に鉄道院和歌山線吉野口駅から吉野駅（現・六田駅）間が開業し、さらに吉野口駅から高市郡方面に延伸し、鉄道院桜井線畝傍駅へ接続するとともに、輸送能力を増強するために全線電化することとして1923年（大正12年）12月5日に吉野口駅 - 橿原神宮前駅間、1924年（大正13年）11月1日には橿原神宮前駅 - 畝傍駅間、計12.8 kmが開通し、あわせて電化も実施されて木造電車であるテハ1形8両、テハニ100形2両、ホハ11形6両、ホハニ111形2両および凸型電気機関車の電機1形により運行されていた。
その後、1928年（昭和3年）3月25日に旧・吉野駅（現・六田駅）から吉野川を渡った吉野山下千本の新しい吉野駅までの4.4 kmが延長され、この際に旧・吉野駅は六田駅と改称しており、翌1929年（昭和4年）には大阪鉄道により古市－久米寺間21.2 kmが開業し、大阪阿部野橋への直通運転が開始されている。これに伴い、吉野鉄道が1929年（昭和4年）3月に川崎車輌兵庫工場で製造した半鋼製電車が本項で記述するモハ201形201 - 206・サハ301形301 - 314の合計20両であり、51形電気機関車2両とともに導入されている。

## 車体
前年に同じ川崎車輌が製造した上毛電鉄デハ101型と類似性の強い設計・工作法による、16 m級2扉全鋼製車体を備える。同時期に鉄道省が量産していた半鋼製の31系電車と比較すると、車体寸法は同程度であったが、リベットの数が少なくなっており、窓下の補強帯（ウィンドウシル）と車体裾部、それに扉周辺に使用される程度に留まり、窓上のウィンドウヘッダーには沈頭鋲が使用されるなど、技術的には31系には数年先行するものであった。
側面の窓配置は2形式ともd1D(1)3(1)D2（d：乗務員扉、D：客用扉、(1)：戸袋窓）、前面は3枚窓で貫通幌付きの貫通扉を中央に備え、片隅式の密閉型運転台を左側に設けていた。この運転台側前面窓には同時期の川崎車輌製電車や気動車で多く見られた大きな日除けの庇が取り付けられており、外観上のアクセントとなっていた。また、側窓は観光電車としての性格が強いことを考慮して、戸袋窓を含め全て上部の隅にRを付けた幅1 mの広窓であった。この窓幅は鉄道省のオハ35系客車と同一で、600から700 mm前後の窓を並べた電車が多かった当時としては他に例のないものであった。
客用扉は多客時の円滑な乗降に備えて1,200 mm幅の片開き式で、扉下部には1段のステップが設置されている。座席は全てロングシートで、その奥行（背摺厚さを含む）は鉄道省31系電車の3等車の480 mmと2等車（セミクロスシート配置のうちロングシート部）の610 mmの中間の寸法の525 mmである。また、本形式は片隅運転台式のため、運転台と反対側は妻面までロングシートが設置されて前面展望が楽しめる様になっていた。
前照灯は屋根上中央に1灯取り付けられ、標識灯は前面向かって左側窓下に1灯が取り付けられていた。
通風器はこの時期の川崎車輌製の車両に多く使用されたお椀形ベンチレーターで、扉間の屋根中央に1列に5基、屋根両端近くに左右2基ずつ、計9基が設置されていた。

## 主要機器
主電動機は川崎造船所製で端子電圧750V時1時間定格出力111.9kWのK7-1503-Aを各台車の動軸の内側に吊り掛け式に計4基装架し、これにより多客期にはモハ(M)1両でサハ(T)3両を牽引するMTTT編成や、2両のモハが3両のサハを挟むMTTTM編成で運行された模様である。
主制御器は在来のテハ1・テハニ101形と同じ三菱電機製の電空単位スイッチ式の間接非自動制御装置であるHL制御器を、ブレーキ装置はM三動弁を使用するAMM・ACM自動空気ブレーキを搭載した。
台車は上毛電鉄デハ101型が装着した川崎車輌KO台車と同様に、ボールドウィンA形台車を基本としつつ枕ばねをコイルばね化したもので、サハ301形もの将来的な電装によるモハ化を前提として、モハ201形と同一品が装着された。なお、1941年4月竣工として全車とも重ね板ばねを枕ばねとし、釣り合い梁や釣り合いばねを交換する台車改造工事が施工されており、吉野線や名古屋線の軌道条件には適合しなかったと推測されている。

## 運用

### 吉野鉄道・ 大阪電気軌道
吉野鉄道の主力車として運用され、サハ301形は竣工直後の花見シーズンには同様に新造されたばかりの電機51形が牽引する列車にも使用されており、実際にもこれらの電車を牽引する写真が残されている。しかし、竣工直後の大阪鉄道で発生した暴走・衝突事故や昭和の大恐慌の影響もあって経営が破綻した吉野鉄道は1929年8月1日付で大阪電気軌道へ吸収合併され、その鉄道線は同社吉野線となった。
モハ201形およびサハ301形はしばらくそのまま使用されていたが、路線規模に比して余剰気味であったため、在来木造車の他社への売却も一部で実施されたが、1938年6月に大阪電気軌道の傍系会社であった関西急行電鉄が旧伊勢電鉄線の延長線として桑名－名古屋間23.6kmを開業した際に、同社が新造したモハ1形だけでは車両が不足したことから、親会社である大軌からの貸与車両として20両全車が同社線に転属となった。
ここでは勾配線向けの歯数比で高速性能が悪く、しかも、HL式の手動加速制御器が伊勢電鉄由来の東洋電機製造製電動カム軸式自動加速制御器を備える各車や三菱電機製ALF単位スイッチ式自動加速制御器を備えるモハ1形と互換性の無かったモハ201形は運用上制約が多く不評で、主として支線区を中心に使用された。これに対し、運用数に比して車両数が不足していた制御車のサハ301形は一方の片隅運転台スペースを撤去して便所・洗面所を設置した上で、全通した名古屋線で急行運用に充当された。

### 関西急行電鉄・近畿日本鉄道
1941年9月の関西急行鉄道成立に伴う形式称号の整理に際し、モハ201形は全車がモ5201形モ5201 - 5206となり、サハ301形は名古屋線で急行用として使用されていたサハ301 - 310が6000番台のク6501形6501 - 6510となった一方、原形を保って普通列車や支線区で運用されていたサハ311 - 314の4両はク5511形ク5511 - 5514となった。

#### 名古屋線系統
普通列車や支線区で運用されていたク5511形ク5511 - 5514の4両は便所未設置のまま、片運転台化と主制御器のABF式のものへの交換の上で急行用に格上げされてク6511形ク6511 - 6514に改称されたが、1959年に実施された名古屋線の標準軌間への改軌工事時までに全車とも南大阪・吉野線系統へ戻された。
一方、従前より急行用として使用されていたク6501形のうち、ク6501 - 6509は1959年の改軌の際に台車を標準軌間用に改造した日本車輌製造製のD-16に交換の上でその後も同線で急行用として運用され、残るク6510は元の台車のまま養老線へ転用された。
1963年にはク6509が狭軌化の上で養老線へ転用された一方で名古屋線に残存したク6501 - 6508の一部にはノーシル・ノーヘッダー化や外板の全面的な張り替えを含む車体の更新工事が自社塩浜工場で施工されたが、1970年にク6502 - 6508が養老線へ転用され、ク6501のみが名古屋線に残ったが1972年に廃車となった。

#### 南大阪・吉野線系統
戦後になって名古屋線へ新造車が順次投入されたことでモ5201形は全車が1957年に南大阪・吉野線系統へ戻された。南大阪・吉野線では同形車3両ずつで2編成を組み、中間車となるモ5203・5206を制御車代用として南大阪線の急行運用を中心に運用された。
その後、ク5511形からク6511形に改造された4両も1959年に実施された名古屋線の標準軌への改軌に際して全車が南大阪・吉野線系統へ戻されている。
このク6511形の転属に伴い、制御車代用であったモ5203・5206はク6511・6512と置き換えられて編成から抜き取られ、モ6601形の予備部品であるウェスティングハウス・エレクトリック(WH)社製WH-586-JP-5電動機と、同じくWH社製のALF制御器を搭載して再度電装が行われ、モ5211形5211・5212に改称された。

#### 養老線
名古屋線で使用されていたク6501形のうち、1959年の改軌の際に標準軌間用に改造されなかったク6510は元の台車のまま、国鉄直通貨物の関係で狭軌で残された養老線へ転用され、1963年にはク6509が台車を狭軌用のD-16へ交換して同じく養老線へ転用された。
1970年には高性能車の増備で名古屋線のク6502 - 6508が台車を狭軌用のD-18へ交換して養老線へ転属となり、これらと置き換える形で未更新のク6509・6510が廃車され、さらにその後の同線近代化の過程でク6502 - 6506が1972年に廃車となり、ク6507 - 6508が養老線に残った。

### 廃車
本形式は、その堅牢な車体構造もあって、片隅式運転台の全室式化や車掌台側への乗務員扉の設置、前照灯のシールドビーム2灯化、標識灯の更新などを実施しながら各線で長期に渡り使用されたが、老朽化により吉野線在籍車は1974年までに、養老線在籍車も1977年までに全車廃車となった。
廃車後には全ての車両が解体され、保存車両は存在しない。